# Cyphon confusus
Cyphon confusus es un hechizo de harry potter o no sé alv.

## Distribución geográfica
Habita en Canadá.